# Ниложка
Ниложка — річка в Росії, тече по території Вілегодського району Архангельської області. Гирло річки знаходиться за 82 км по лівому березі річки Вілєдь . Довжина річки складає 17 км  .

## Дані водного реєстру
За даними державного водного реєстру Росії відноситься до Двінсько-Печорського басейнового округу, водогосподарська ділянка річки — Вичегда від міста Сиктивкар і до гирла, річковий підбасейн річки — Вичегда. Річковий басейн річки — Північна Двіна .
Код об'єкта в державному водному реєстрі - 03020200212103000024853.